# Josef Šenkýř
Josef Šenkýř, (* 23. květen 1956 Zlín, Československo – 21. červenec 2000, Polsko) byl reprezentant Československa v jachtingu. Závodil za klub Spolana Neratovice.
Závodil v kategorii Finn, ve které byl bronzový na mistrovství Evropy juniorů v roce 1975. V roce 1980 se účastnil olympijských her v Moskvě, kde nakonec obsadil pěkné 14. místo.
V červenci 2000 při cestě na dorostenecké mistrovství světa měl v Polsku autonehodu, při které zahynul společně se svojí manželkou Naďou a synem Martinem (* 1980). Mladší syn Jakub (* 1985) nehodu přežil s lehkým poraněním hlavy, ale 5 let od této tragédie spadnul se svým kamarádem z útesu v Orlíku nad Vltavou. Utonul v době kdy probíhaly závody na počest jeho otce Memoriál Josefa Šenkýře.

## Úspěchy
- 3. místo - Mistrovství Evropy juniorů 1975 - Perpignan (FRA)
- 14. místo - Mistrovství Evropy seniorů 1979 - Malcesine (ITA)
- 14. místo - Olympijské hry 1980 - Moskva (URS)